# بنجامين جاكسون
بنجامين جاكسون (بالإنجليزية: Benjamin Daydon Jackson)‏ (و. 1846 – 1927 م) هو عالم نبات، من المملكة المتحدة، ولد في لندن، توفي في لندن، عن عمر يناهز 81 عاماً.